# Плаутино (Воронежская область)
Плаутино — посёлок в Новохопёрском районе Воронежской области России.
Входит в состав городского поселения Новохопёрск. По границе села проходит железная дорога - Новохопёрск - Поворино (Пенза - Лиски), существует о.п. Плаутино. Так же вдоль села проходит автодорога Новохопёрск - Каменка-Садовка.
Названо в честь Николая Сергеевича Плаутина (1868—1918), генерал-майора, он был женат на фрейлине двора Марии Михайловне Раевской - владелицы имения в близлежащих селах Садовка и Каменка (ныне - Каменка-Садовка), Новохоперского уезда Воронежской губернии. (1872—1942; погибла в Алжире во время бомбардировки).

## Население
| 2005 | 2010 |
| ---- | ---- |
| 19   | ↗22  |

## Уличная сеть
- ул. Железнодорожная